# Maximumbreak

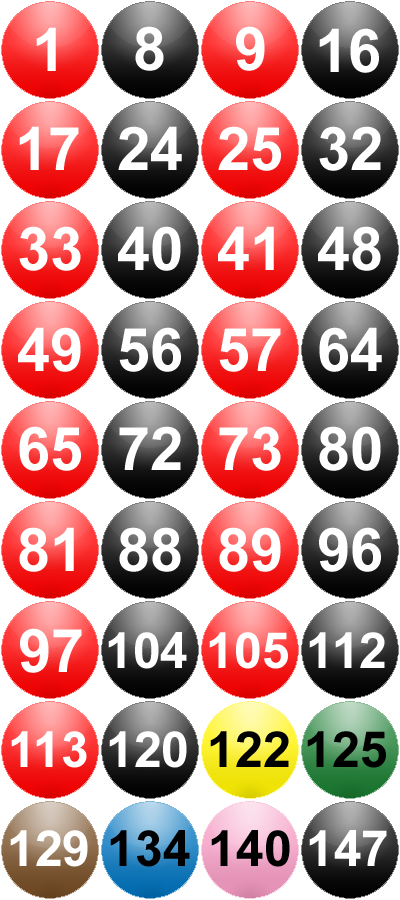
Maximumbreak, illustrerad med poängfördelning i ordning.

Maximumbreak (eller 147) är en term i snooker för när en spelare samlar ihop det maximala antalet poäng under en vistelse vid bordet (ett s.k. break). Det totala antalet poäng på bordet, utan foul, är 147 (15 röda, 15 svarta och sedan 6 färgade). Ronnie O'Sullivan har gjort flest maximumbreak hittills i officiella sammanhang, femton stycken.
Om en spelare gör en foul med alla femton röda bollar kvar på bordet och samtidigt snookrar sin motståndare så får motståndaren friboll och kan då välja vilken boll som helst som en röd (följt av en färgad). Spelaren kan då överstiga 147 poäng om han först sänker fribollen, sedan en färgad och därefter gör ett "vanligt" maximumbreak med 15 röda, 15 svarta och 6 färgade. I detta fall kan spelaren komma upp i totalt 155 poäng (16 röda, 16 svarta). Det har endast hänt en gång i officiella sammanhang att någon gjort mer än 147 poäng. Den som lyckades med det var Jamie Burnett som i kvalet till UK Championship 2004 gjorde 148 poäng. Tony Drago har gjort 149 poäng i en uppvisningsmatch enligt Guinness rekordbok. Jamie Cope ska ha gjort 155 poäng i en bevittnad träningsmatch 2005.
Shaun Murphy blev den första spelare att göra tre maximumbreaks under ett kalenderår (2014-01-08 – 2014-11-23).
Neil Robertson blev den första spelare att göra ett maximum i en Triple Crown-final. 
De fem snabbaste maximumbreaken är alla gjorda av Ronnie O'Sullivan. De tre snabbaste är på:
1. 1997: 5 minuter 20 sekunder
2. 2003: 6 minuter 30 sekunder
3. 2001: 6 minuter 36 sekunder (video)

## Lista över maximumbreaks
Lista över officiella maximumbreaks gjorda i professionella tävlingar. Hittills har 64 spelare tillsammans gjort 131 maximumbreaks.
Antalet gjorda maximumbreaks är i tabellen nedan inom parentes. (K) står för kvaltävling.
Uppdaterad senast efter VM i snooker 2017
| Nr  | Datum      | Spelare                   | Motståndare       | Turnering                          | Video | Kommentar                            |
| --- | ---------- | ------------------------- | ----------------- | ---------------------------------- | ----- | ------------------------------------ |
| 1   | 1982-01-11 | Steve Davis               | John Spencer      | Lada Classic                       |       | Första officiella maximumbreaket     |
| 2   | 1983-04-23 | Cliff Thorburn            | Terry Griffiths   | VM i snooker 1983                  |       |                                      |
| 3   | 1984-01-28 | Kirk Stevens              | Jimmy White       | Masters 1984                       |       |                                      |
| 4   | 1987-11-17 | Willie Thorne             | Tommy Murphy      | UK Championship 1987               |       |                                      |
| 5   | 1988-02-20 | Tony Meo                  | Stephen Hendry    | Premier League                     |       |                                      |
| 6   | 1988-09-24 | Alain Robidoux            | Jim Meadowcroft   | European Open (K)                  |       |                                      |
| 7   | 1989-02-18 | John Rea                  | Ian Black         | Scottish Professional Championship |       |                                      |
| 8   | 1989-03-08 | Cliff Thorburn (2)        | Jimmy White       | Premier League                     |       | Först till 2 maximumbreaks           |
| 9   | 1991-01-16 | James Wattana             | Paul Dawkins      | World Masters                      |       |                                      |
| 10  | 1991-06-05 | Peter Ebdon               | Wayne Martin      | Strachan Open                      |       |                                      |
| 11  | 1992-02-25 | James Wattana (2)         | Tony Drago        | British Open                       |       |                                      |
| 12  | 1992-04-22 | Jimmy White               | Tony Drago        | VM i snooker 1992                  |       |                                      |
| 13  | 1992-05-09 | John Parrott              | Tony Meo          | Premier League                     |       |                                      |
| 14  | 1992-05-24 | Stephen Hendry            | Willie Thorne     | Premier League                     |       |                                      |
| 15  | 1992-11-14 | Peter Ebdon (2)           | Ken Doherty       | UK Championship 1992               |       |                                      |
| 16  | 1994-09-07 | David McDonnell           | Nic Barrow        | British Open (K)                   |       |                                      |
| 17  | 1995-04-27 | Stephen Hendry (2)        | Jimmy White       | VM i snooker 1995                  |       |                                      |
| 18  | 1995-11-25 | Stephen Hendry (3)        | Gary Wilkinson    | UK Championship 1995               |       | Först till 3 maximumbreaks           |
| 19  | 1997-01-05 | Stephen Hendry (4)        | Ronnie O'Sullivan | Charity Challenge 1997             |       | Först till 4 maximumbreaks           |
| 20  | 1997-04-21 | Ronnie O'Sullivan         | Mick Price        | VM i snooker 1997                  |       | Snabbaste breaket: 5m 20s            |
| 21  | 1997-09-18 | James Wattana (3)         | Pang Wei Guo      | China International                |       |                                      |
| 22  | 1998-05-16 | Stephen Hendry (5)        | Ken Doherty       | Premier League                     |       | Först till 5 maximumbreaks           |
| 23  | 1998-08-10 | Adrian Gunnell            | Mario Wehrmann    | Thailand Masters (K)               |       |                                      |
| 24  | 1998-08-13 | Mehmet Husnu              | Eddie Barker      | China International (K)            |       |                                      |
| 25  | 1999-01-13 | Jason Prince              | Ian Brumby        | British Open (K)                   |       |                                      |
| 26  | 1999-01-29 | Ronnie O'Sullivan (2)     | James Wattana     | Welsh Open                         |       |                                      |
| 27  | 1999-02-04 | Stuart Bingham            | Barry Hawkins     | UK Tour                            |       |                                      |
| 28  | 1999-03-22 | Nick Dyson                | Adrian Gunnell    | UK Tour                            |       |                                      |
| 29  | 1999-04-06 | Graeme Dott               | David Roe         | British Open                       |       |                                      |
| 30  | 1999-09-19 | Stephen Hendry (6)        | Peter Ebdon       | British Open hösten 1999           |       | Först till 6 maximumbreaks           |
| 31  | 1999-09-21 | Barry Pinches             | Joe Johnson       | Welsh Open (K)                     |       |                                      |
| 32  | 1999-10-13 | Ronnie O'Sullivan (3)     | Graeme Dott       | Grand Prix                         |       |                                      |
| 33  | 1999-11-04 | Karl Burrows              | Adrian Rosa       | Benson & Hedges Championship       |       |                                      |
| 34  | 1999-11-22 | Stephen Hendry (7)        | Paul Wykes        | UK Championship 1999               |       | Först till 7 maximumbreaks           |
| 35  | 2000-01-21 | John Higgins              | Dennis Taylor     | Nations Cup 2000                   |       |                                      |
| 36  | 2000-03-24 | John Higgins (2)          | Jimmy White       | Irish Masters                      |       |                                      |
| 37  | 2000-03-28 | Stephen Maguire           | Phaitoon Phonbun  | Scottish Open (K)                  |       |                                      |
| 38  | 2000-04-05 | Ronnie O'Sullivan (4)     | Quinten Hann      | Scottish Open                      |       |                                      |
| 39  | 2000-10-25 | Marco Fu                  | Ken Doherty       | Scottish Masters                   |       |                                      |
| 40  | 2000-11-07 | David McLellan            | Steve Meakin      | Benson & Hedges Championship       |       |                                      |
| 41  | 2000-11-19 | Nick Dyson (2)            | Robert Milkins    | UK Championship 2000               |       |                                      |
| 42  | 2001-02-25 | Stephen Hendry (8)        | Mark Williams     | Malta Grand Prix                   |       | Först till 8 maximumbreaks           |
| 43  | 2001-10-17 | Ronnie O'Sullivan (5)     | Drew Henry        | LG Cup                             |       |                                      |
| 44  | 2001-11-12 | Shaun Murphy              | Adrian Rosa       | Benson & Hedges Championship       |       |                                      |
| 45  | 2002-10-28 | Tony Drago                | Stuart Bingham    | Benson & Hedges Championship       |       |                                      |
| 46  | 2003-04-22 | Ronnie O'Sullivan (6)     | Marco Fu          | VM i snooker 2003                  |       |                                      |
| 47  | 2003-10-12 | John Higgins (3)          | Mark Williams     | LG Cup                             |       |                                      |
| 48  | 2003-11-12 | John Higgins (4)          | Michael Judge     | British Open 2003                  |       |                                      |
| 49  | 2004-10-04 | John Higgins (5)          | Ricky Walden      | Grand Prix                         |       |                                      |
| 50  | 2004-11-17 | David Gray                | Mark Selby        | UK Championship 2004               |       |                                      |
| 51  | 2005-04-20 | Mark Williams             | Robert Milkins    | VM i snooker 2005                  |       |                                      |
| 52  | 2005-11-22 | Stuart Bingham (2)        | Marcus Campbell   | Masters                            |       |                                      |
| 53  | 2006-03-14 | Robert Milkins            | Mark Selby        | VM i snooker (K)                   |       |                                      |
| 54  | 2006-10-23 | Jamie Cope                | Michael Holt      | Grand Prix 2006                    |       |                                      |
| 55  | 2007-01-14 | Ding Junhui               | Anthony Hamilton  | Masters 2007                       |       |                                      |
| 56  | 2007-02-15 | Andrew Higginson          | Ali Carter        | Welsh Open                         |       |                                      |
| 57  | 2007-09-19 | Jamie Burnett             | Liu Song          | Grand Prix 2007                    |       |                                      |
| 58  | 2007-10-17 | Tom Ford                  | Steve Davis       | Grand Prix 2007                    |       |                                      |
| 59  | 2007-11-08 | Ronnie O'Sullivan (7)     | Ali Carter        | Northern Ireland Trophy 2007       |       |                                      |
| 60  | 2007-12-15 | Ronnie O'Sullivan (8)     | Mark Selby        | UK Championship 2007               |       |                                      |
| 61  | 2008-03-19 | Stephen Maguire (2)       | Ryan Day          | China Open 2008                    |       |                                      |
| 62  | 2008-04-28 | Ronnie O'Sullivan (9)     | Mark Williams     | VM i snooker 2008                  |       | Först till 9 maximumbreaks           |
| 63  | 2008-04-29 | Ali Carter                | Peter Ebdon       | VM i snooker 2008                  |       |                                      |
| 64  | 2008-10-02 | Jamie Cope (2)            | Mark Williams     | Shanghai Masters 2008              |       |                                      |
| 65  | 2008-10-29 | Liang Wenbo               | Martin Gould      | Bahrain Championship (K)           |       |                                      |
| 66  | 2008-11-08 | Marcus Campbell           | Ahmed al-Khusaibi | Bahrain Championship               |       |                                      |
| 67  | 2008-12-16 | Ding Junhui (2)           | John Higgins      | UK Championship 2008               |       |                                      |
| 68  | 2009-04-28 | Stephen Hendry (9)        | Shaun Murphy      | VM i snooker 2009                  |       |                                      |
| 69  | 2009-06-05 | Mark Selby                | Joe Perry         | Jiangsu Classic 2009               |       |                                      |
| 70  | 2010-04-01 | Neil Robertson            | Peter Ebdon       | China Open 2010                    |       |                                      |
| 71  | 2010-06-25 | Kurt Maflin               | Michal Zielinski  | Players Tour Championship 2010     |       |                                      |
| 72  | 2010-08-06 | Barry Hawkins             | James McGouran    | Players Tour Championship 2010     |       |                                      |
| 73  | 2010-09-20 | Ronnie O'Sullivan (10)    | Mark King         | World Open (K)                     |       | Först till 10 maximumbreaks          |
| 74  | 2010-10-22 | Thanawat Thirapongpaiboon | Barry Hawkins     | Rhein Main Masters 2010            |       | Yngst hittills: 16 år, 312 dagar     |
| 75  | 2010-10-23 | Mark Williams (2)         | Diana Schuler     | Rhein Main Masters 2010            |       |                                      |
| 76  | 2010-11-19 | Rory McLeod               | Issara Kachaiwong | Prague Classic 2010                |       |                                      |
| 77  | 2011-02-17 | Stephen Hendry (10)       | Stephen Maguire   | Welsh Open 2011                    |       |                                      |
| 78  | 2011-08-26 | Ronnie O'Sullivan (11)    | Adam Duffy        | Paul Hunter Classic 2011           |       | Först till 11 maximumbreaks          |
| 79  | 2011-11-22 | Mike Dunn                 | Kurt Maflin       | German Masters 2012 (K)            |       |                                      |
| 80  | 2011-11-27 | David Gray (2)            | Robbie Williams   | Players Tour Championship 2011 (K) |       |                                      |
| 81  | 2011-11-29 | Ricky Walden              | Gareth Allen      | Players Tour Championship 2011     |       |                                      |
| 82  | 2011-12-15 | Matthew Stevens           | Michael Wasley    | Arcaden Shopping Open 2012         |       |                                      |
| 83  | 2011-12-15 | Ding Junhui (3)           | Brandon Winstone  | Arcaden Shopping Open 2012         |       |                                      |
| 84  | 2011-12-17 | Ding Junhui (4)           | James Cahill      | Players Tour Championship 2011     |       | Kortast tid emellan: 2 dagar         |
| 85  | 2011-12-18 | Jamie Cope (3)            | Kurt Maflin       | Players Tour Championship 2011     |       |                                      |
| 86  | 2012-01-14 | Marco Fu (2)              | Matthew Selt      | World Open 2012                    |       |                                      |
| 87  | 2012-04-11 | Robert Milkins (2)        | Xiao Guodong      | VM i snooker 2012 (K)              |       |                                      |
| 88  | 2012-04-21 | Stephen Hendry (11)       | Stuart Bingham    | VM i snooker 2012                  |       |                                      |
| 89  | 2012-07-01 | Stuart Bingham (3)        | Ricky Walden      | Wuxi Classic                       |       |                                      |
| 90  | 2012-08-24 | Ken Doherty               | Julian Treiber    | Paul Hunter Classic                |       |                                      |
| 91  | 2012-09-23 | John Higgins (6)          | Judd Trump        | Shanghai Masters 2012              |       |                                      |
| 92  | 2012-11-16 | Tom Ford (2)              | Matthew Stevens   | Bulgarian Open                     |       |                                      |
| 93  | 2012-11-21 | Andy Hicks                | Daniel Wells      | UK Championship (K)                |       |                                      |
| 94  | 2012-11-22 | Jack Lisowski             | Chen Zhe          | UK Championship (K)                |       |                                      |
| 95  | 2012-12-05 | John Higgins (7)          | Mark Davis        | UK Championship                    |       |                                      |
| 96  | 2012-12-14 | Kurt Maflin (2)           | Stuart Carrington | Scottish Open                      |       |                                      |
| 97  | 2013-03-16 | Ding Junhui (5)           | Mark Allen        | Players Tour Championship          |       |                                      |
| 98  | 2013-05-28 | Neil Robertson (2)        | Mohamed Khairy    | Wuxi Classic (K)                   |       |                                      |
| 99  | 2013-11-15 | Judd Trump                | Mark Selby        | Antwerp Open                       |       |                                      |
| 100 | 2013-12-07 | Mark Selby (2)            | Ricky Walden      | UK Championship                    |       |                                      |
| 101 | 2013-12-11 | Dechawat Poomjaeng        | Zak Surety        | German Masters (K)                 |       |                                      |
| 102 | 2013-12-12 | Gary Wilson               | Ricky Walden      | German Masters (K)                 |       |                                      |
| 103 | 2014-01-08 | Shaun Murphy (2)          | Mark Davis        | Championship League                |       | Längst tid emellan: 12 år, 1 m, 27 d |
| 104 | 2014-02-09 | Shaun Murphy (3)          | Jamie Jones       | Gdynia Open                        |       |                                      |
| 105 | 2014-03-02 | Ronnie O'Sullivan (12)    | Ding Junhui       | Welsh Open                         |       | Först till 12 maximumbreaks          |
| 106 | 2014-08-22 | Aditya Mehta              | Ronnie O'Sullivan | Paul Hunter Classic                |       |                                      |
| 107 | 2014-10-23 | Ryan Day                  | Cao Yupeng        | Haining Open                       |       |                                      |
| 108 | 2014-11-23 | Shaun Murphy (4)          | Robert Milkins    | Ruhr Open                          |       | Först med 3 maximumbreaks samma år   |
| 109 | 2014-12-04 | Ronnie O'Sullivan (13)    | Matthew Selt      | UK Championship                    |       | Först till 13 maximumbreaks          |
| 110 | 2014-12-12 | Ben Woollaston            | Joe Steele        | Lisbon Open                        |       |                                      |
| 111 | 2015-01-05 | Barry Hawkins (2)         | Stephen Maguire   | Championship League                |       |                                      |
| 112 | 2015-01-11 | Marco Fu (3)              | Stuart Bingham    | Masters                            |       |                                      |
| 113 | 2015-02-06 | Judd Trump (2)            | Mark Selby        | German Masters                     |       |                                      |
| 114 | 2015-02-10 | David Gilbert             | Xiao Guodong      | Championship League                |       |                                      |
| 115 | 2015-12-06 | Neil Robertson (3)        | Liang Wenbo       | UK Championship                    |       | Först i en Triple Crown-final        |
| 116 | 2015-12-11 | Marco Fu (4)              | Sam Baird         | Gibraltar Open                     |       |                                      |
| 117 | 2016-02-19 | Ding Junhui (6)           | Neil Robertson    | Welsh Open                         |       |                                      |
| 118 | 2016-02-25 | Fergal O'Brien            | Mark Davis        | Championship League                |       |                                      |
| 119 | 2016-08-27 | Thepchaiya Un-Nooh        | Kurt Maflin       | Paul Hunter Classic                |       |                                      |
| 120 | 2016-09-20 | Stephen Maguire (3)       | Yi Chen Xu        | Shanghai Masters                   |       |                                      |
| 121 | 2016-09-28 | Shaun Murphy (5)          | Allan Taylor      | European Masters (K)               |       |                                      |
| 122 | 2016-10-11 | Alfie Burden              | Daniel Wells      | English Open                       |       |                                      |
| 123 | 2016-11-16 | John Higgins (8)          | Sam Craigie       | Northern Ireland Open              |       |                                      |
| 124 | 2016-11-27 | Mark Allen                | Rod Lawler        | UK Championship                    |       |                                      |
| 125 | 2016-12-08 | Ali Carter (2)            | Wang Yuchen       | German Masters (K)                 |       |                                      |
| 126 | 2016-12-08 | Ross Muir                 | Itaro Santos      | German Masters (K)                 |       |                                      |
| 127 | 2017-01-10 | Mark Davis                | Neil Robertson    | Championship League                |       |                                      |
| 128 | 2017-02-01 | Tom Ford (3)              | Peter Ebdon       | German Masters                     |       |                                      |
| 129 | 2017-03-02 | Mark Davis (2)            | John Higgins      | Championship League                |       |                                      |
| 130 | 2017-03-30 | Judd Trump (3)            | Tian Pengfei      | China Open                         |       |                                      |
| 131 | 2017-04-06 | Gary Wilson (2)           | Josh Boileau      | VM i snooker (K)                   |       | Äldst hittills: 44 år, 202 dagar     |
| 132 | 2017-10-18 | Liang Wenbo (2)           | Tom Ford          | English Open                       |       |                                      |
| 133 | 2017-10-31 | Kyren Wilson              | Martin Gould      | International Championship         |       |                                      |

## Spelare med fler än ett maximumbreak
25 spelare har hittills gjort mer än ett maximumbreak i professionella sammanhang.
| Nr | Spelare           | Antal | Senaste    |
| -- | ----------------- | ----- | ---------- |
| 1  | Ronnie O'Sullivan | 15    | 2014-12-04 |
| 2  | Stephen Hendry    | 11    | 2012-04-21 |
| 3  | John Higgins      | 8     | 2016-11-16 |
| 4  | Ding Junhui       | 6     | 2016-02-19 |
| 5  | Shaun Murphy      | 5     | 2016-09-28 |
| 6  | Marco Fu          | 4     | 2015-12-11 |
| 7  | James Wattana     | 3     | 1997-09-18 |
| 7  | Jamie Cope        | 3     | 2011-12-18 |
| 7  | Stuart Bingham    | 3     | 2012-07-01 |
| 7  | Neil Robertson    | 4     | 2019-02-12 |
| 7  | Stephen Maguire   | 3     | 2016-09-20 |
| 7  | Tom Ford          | 3     | 2017-02-01 |
| 7  | Judd Trump        | 3     | 2017-03-30 |
| 14 | Cliff Thorburn    | 2     | 1989-03-08 |
| 14 | Peter Ebdon       | 2     | 1992-11-14 |
| 14 | Nick Dyson        | 2     | 2000-11-19 |
| 14 | Mark Williams     | 2     | 2010-10-23 |
| 14 | David Gray        | 2     | 2011-11-27 |
| 14 | Robert Milkins    | 2     | 2012-04-11 |
| 14 | Kurt Maflin       | 2     | 2012-12-14 |
| 14 | Mark Selby        | 2     | 2013-12-07 |
| 14 | Barry Hawkins     | 2     | 2015-01-05 |
| 14 | Ali Carter        | 2     | 2016-02-08 |
| 14 | Mark Davis        | 2     | 2017-03-02 |
| 14 | Gary Wilson       | 2     | 2017-04-06 |